# Кулак смерті
Кулак Смерті (англ. Doomfist) — персонаж багатокористувацької гри 2016 року «Overwatch», розробленої компанією Blizzard Entertainment. Це псевдонім 45-річного ветерана війни з омниками[невідомий термін], якого звати Аканде Оґундіму, також він є головою терористичної організації «Кіготь» (англ. Talon). Є персонажем класу «Шкода», але в Overwatch 2 його буде перероблено і ставитися вже до класу «Танк».[джерело?]

## Опис
Кібернетика Кулака Смерті робить його дуже мобільним та потужним бійцем на передовій. Крім нанесення шкоди у далекому бою за допомогою ручної гармати, Кулак Смерті може бити по землі, підкидати ворогів у повітря та виводити їх з рівноваги або кинутися у бій за допомогою свого Реактивного удару. Зіткнувшись із великою групою, Кулак Смерті вистрибує з поля зору, а потім падає на землю, завдаючи захоплюючого удару Метеора.

## Ігровий процес
Найкраще Кулак Смерті грає в комбінації "Dive" тобто коли вся команда складається з дуже рухливих персонажів, а саме: танки це Вінстон, D.Va або Таран, DPS це Ґендзі, Трейсер, Сомбра або Кулак Смерті, найкращі герої підтримки для "Dive" це Лусіо, Янгол або, звичайно, Ана для Нано-посилення; хоч і існує багато інших комбінацій "Dive". 
Ігровий процес за Кулака Смерті являє собою найчастіше комбінацію здібностей персонажа зі швидким входом у бій, і швидким виходом з нього при невдачі. Також дуже поширені при грі на Кулаку Смерті так звані ролаути (англ. rollout) - це використання здібностей у поєднанні з полем битви, наприклад, можливість зайняти якесь несподіване для ворога місце, на якому навіть не може виявитися якийсь інший персонаж, і звідти здійснити атаку.
| Назва            | Опис | Докладніше |
| ---------------- | --- | --- |
| Бомбарда         | Ліва рука Кулака Смерті — вдосконалений протез із вбудованою бомбардою, яка має невелику дальність стрільби й автоматично відновлює заряд.                | LMB Пошкодження: до 66 ОЗ за постріл Обойма: 4 заряди. Швидкострільність: 2 постріли за секунду. Перезаряджання: 0,65 сек (1 заряд), максимально — 2,6 сек.       |
| Реактивний удар  | Після підготовки свого кулака Кулак Смерті кидається вперед і відкидає супротивника. Уражений противник отримує додаткову шкоду, якщо врізається в стіну. | RMB Пошкодження: 49-100 (+49-150, якщо ворог врізається у стіну) Перезаряджання: 4 секунди. Радіус: 11-30 метрів.                                                 |
| Тремтіння землі  | Кулак Смерті стрибає вперед і б'є кулаком по землі, приголомшуючи супротивників і підтягуючи їх до себе.                                                  | E Пошкодження: 9-125. Перезаряджання: 6 секунд. Радіус: 15 метрів.                                                                                                |
| Аперкот          | Кулак Смерті ударом підкидає у повітря супротивника, що стоїть перед ним.                                                                                 | ⇧ Shift Пошкодження: 50. Перезарядка: 6 сек. |
| Удар метеору     | Кулак Смерті високо підстрибує. Приземляючись, він б'є кулаком по землі, завдаючи значної шкоди.                                                          | Q Пошкодження: 300 в центрі (шкода знижується в міру віддалення від центру) Радіус: 7 метрів. Швидкість пересування (м/с): +200 %                                 |
| Найкращий захист | Коли здатність Кулака Смерті завдає шкоди, він на якийсь час отримує щит.                                                                                 | Пасивна здатність. Максимальний запас щитів — 150 одиниць. Через 1 секунду після отримання щитів їх запас починає зменшуватися зі швидкістю 3 одиниці на секунду. |

## Overwatch 2
| Назва            | Докладніше |
| ---------------- | --- |
| Персонаж         | Переведений із бійців класу "Шкода" до "Танків". Базовий запас здоров'я збільшено з 250 до 450 од. |
| Бомбарда         | LMBПошкодження від кожного снаряда зменшено з 6 до 5 од. Тепер заповнює боєприпас раз в 0,4 сек. (Раніше - раз в 0,65 сек.) |
| Реактивний удар  | RMBДіапазон пошкоджень від початкового удару зменшено з 50-100 до 15-30 од. Діапазон пошкоджень від зіткнення зі стіною зменшено з 50-100 до 20-40 од. Максимальний час підготовки зменшений з 1,4 до 1 сек. Тепер при попаданні в ціль з'являється додаткова конусна область дії, яка може відкинути додаткові цілі. |
| Аперкот          | Здатність видалено. |
| Потужний блок    | EНова здатність 2. Встає в захисну стійку, зменшуючи збитки спереду на 90%. Якщо Кулак Смерті заблокує 100 од. або більше, його рукавичка перевантажиться енергією, що посилить наступний «Реактивний удар». Шкода збільшується на 50%. Переміщається на 50% швидше і надалі. Область дії відкидання додаткових цілей збільшується вдвічі. Час дії приголомшення при зіткненні зі стіною збільшується на 0,5-1 сек. залежно від рівня заряду. |
| Тремтіння землі  | ⇧ ShiftТепер є здатністю 1, а не здатністю 2. Тепер дозволяє Кулаку Смерті злетіти у напрямку прицілювання гравця. При приземленні створює широку вибухову хвилю, що завдає 50 од. втрати та знижує швидкість пересування супротивників на 30%. Ефект вміння більше не відрізняється при активації на землі або в повітрі. Більше не притягує супротивників. Можна скасувати повторним натисканням.                                           |
| Удар метеору     | QДіапазон пошкодження зменшено з 15-200 до 15-100 од. У радіусі 1 м від центру області дії, як і раніше, наносить 300 од. шкоди. Більше не відкидає цілі. Тепер також знижує швидкість пересування всіх уражених супротивників на 50% 2 сек. Час застосування скорочений з 1 до 0,5 сек. |
| Найкращий захист | Нічого не змінено |

## Актор озвучення
Актор і колишній гравець американського футболу Террі Крюс заручився підтримкою в соціальних мережах у своїй спробі озвучити персонажа, що включала імітаційне прослуховування, візит до штаб-квартири розробника, заручившись підтримкою свого товариша-актора Двейна Джонсона та фан-бази. Зрештою персонажа озвучив — Сар Нгауджа, який раніше з'являвся у фільмах Money Monster і Stomp the Yard. Майкл Чу з Blizzard пояснив, що коли вони проходили кастинг для Doomfist, спеціально шукали «щось дуже специфічне, зважаючи на його роль у грі», прослуховування Нгауджа значно вразило їх, а також його здатність додавати багато різних «ноток», які їм потрібні для персонажа. Зрештою, Крюс вважав, що Нгауджа краще підходить для Кулака Смерті, і був радий, що був включений до Crackdown 3 від Microsoft. Чу не виключав використання Крюса в інших місцях в Overwatch.

## Розробка
Вперше Кулак Смерті згадано у вступному відеоролику до гри. На той момент[коли?] у розробників не було ні ідеї карти Нумбані, ні конкретного образу героя, це була якась потужна рукавичка.[джерело?]
У листопаді 2016 року актор Террі Крюс офіційно заявив, що хотів би озвучити Кулака Смерті, а потім його помітили в офісі Blizzard. Проте, попри фанатським очікуванням, Кулака Смерті у грі озвучує інший актор — Сар Нгауджа.
В офіційному ролику про історію Оріси ім'я Doomfist перекладено, як Громобій[джерело?].
23 червня 2017 року у журналах про помилки клієнта PTR було виявлено, що поточне складання тестового клієнта гри називається 1.13.0.0 Doomfist/Summer Games. Крім того, цю назву можна знайти, відкривши виконуваний файл тестового клієнта Overwatch.exe в текстовому редакторі. Наступного дня розробники випустили невелике оновлення, яке прибрало з журналів згадку про Кулака Смерті та Літні ігри.[джерело?]